# Gustaf Söderström
Gustaf Fredrik Söderström (Stockholm, 1865. november 25. – Lidingö, 1958. november 12.) olimpiai bajnok svéd kötélhúzó.
Az 1900. évi nyári olimpiai játékokon indult 3 számban. Legnagyobb sikerét kötélhúzásban érte el. Ebben a versenyben olimpiai bajnok lett a Nemzetközi Csapat színeiben, mely dánokból és svédekből állt. Csak két csapat indult, megverték a franciákat.
Indult még kettő atlétikai számban is. Az egyik a súlylökés, ahol 6. lett, a másik pedig a diszkoszvetés, ahol szintén 6. lett.